# Callisia gentlei var. elegans
Variété
Synonymes
Callisia elegans
Callisia gentlei var. elegans est une variété de plantes à fleurs de la famille des Commelinaceae.

## Description
L'espèce présente des panachures.

## Répartition
L'espèce est présente en Amérique centrale (Guatemala et Honduras) et en Amérique du Nord (Sud du Mexique).

## Publication originale
- D.R. Hunt, Kew Bulletin no 41, 1986, p. 411.

pour le nom Callisia elegans
- Alexander ex H.E.Moore, Baileya 6: 140 (1958).